# Tour de l'Avenir 2024
Le Tour de l'Avenir 2024 est la 60e édition du Tour de l'Avenir, une compétition cycliste sur route ouverte aux coureurs espoirs de moins de 23 ans. La course a lieu entre les Jeux olympiques et les Jeux paralympiques, du 18 au 24 août 2024 entre Sarrebourg et le col du Finestre en Italie.
Le Tour, qui comporte un prologue et six étapes en ligne, est une manche de l'UCI Europe Tour 2024 et de la Coupe des Nations espoirs.

## Présentation

### Parcours
La 60e édition du Tour de l'Avenir traverse les massifs montagneux de l'est de la France, de la Moselle jusqu'aux Alpes italiennes. Le parcours est constitué d'un prologue de 7 kilomètres à Sarrebourg, suivi d'une étape vosgienne jusqu'à Ronchamp-Champagney. L'étape suivante sillonne les routes du Jura, de Mouchard jusqu'au plateau d'Hauteville. L'épreuve se termine par quatre étapes dans les Alpes françaises et italiennes, avec deux premiers jours en Savoie, qui comportent notamment une montée du col de l'Iseran où Isaac Del Toro a remporté l'édition précédente, et enfin deux jours dans le Piémont avec une arrivée finale au col du Finestre.

### Équipes
| Équipes nationales (23)- Australie espoirs - Autriche espoirs - Belgique espoirs - Canada espoirs - Colombie espoirs - Tchéquie espoirs - Danemark espoirs - Espagne espoirs - Allemagne espoirs - France espoirs - Grande-Bretagne espoirs - Israël espoirs - Italie espoirs - Luxembourg espoirs - Mexique espoirs - Pays-Bas espoirs - Pologne espoirs - Portugal espoirs - Suède espoirs - Suisse espoirs - Slovénie espoirs - États-Unis espoirs - Équateur espoirs Équipe amateur- Auvergne-Rhône-Alpes espoirs Équipe régionale et de club- Centre mondial du cyclisme |
| |

## Étapes
| Étape     | Date    | Villes étapes                    | type              | Distance (km) | Vainqueur d'étape       | Leader du classement général |
| --------- | ------- | -------------------------------- | ----------------- | ------------- | ----------------------- | ---------------------------- |
| Prologue  | 18 août | Sarrebourg – Sarrebourg          | prologue          | 7,1           | Michael Leonard         | Michael Leonard              |
| 1re étape | 19 août | Sarrebourg – Ronchamp            | étape vallonnée   | 184,5         | Henrik Pedersen         | Henrik Pedersen              |
| 2e étape  | 20 août | Mouchard – Plateau d'Hauteville  | étape vallonnée   | 170,2         | Ludovico Crescioli      | Henrik Pedersen              |
| 3e étape  | 21 août | Peisey-Vallandry – La Rosière    | étape de montagne | 70,7          | Joseph Blackmore        | Joseph Blackmore             |
| 4e étape  | 22 août | La Rosière – Les Karellis        | étape de montagne | 142,7         | Pablo Torres Arias      | Pablo Torres Arias           |
| 5e étape  | 23 août | Les Karellis – Condoue           | étape de montagne | 119,5         | Florian Samuel Kajamini | Joseph Blackmore             |
| 6e étape  | 24 août | Bobbio Pellice – col du Finestre | étape de montagne | 120           | Pablo Torres Arias      | Joseph Blackmore             |

## Déroulement de la course

### Prologue
| \| Classement de l'étape \| Classement de l'étape \| Classement de l'étape \| Classement de l'étape \| Classement de l'étape \| \| Coureur \| Coureur \| Pays \| Équipe \| Temps \| \| --------------------- \| --------------------- \| --------------------- \| -------------------------------------- \| --------------------- \| \| 1er \| Michael Leonard \| Canada \| Ineos Grenadiers \| 7 min 59 s \| \| 2e \| Joseph Blackmore \| Royaume-Uni \| Israel-Premier Tech \| + 7 s \| \| 3e \| Jakob Söderqvist \| Suède \| Lidl-Trek Future Racing \| + 7 s \| \| 4e \| Fabian Weiss \| Suisse \| Tudor Pro Cycling U23 \| + 9 s \| \| 5e \| Matthew Brennan \| Royaume-Uni \| Team Visma \\| Lease a Bike Development \| + 10 s \| \| 6e \| Adrian Stieger \| Autriche \| Hrinkow Advarics \| + 10 s \| \| 7e \| Henrik Pedersen \| Danemark \| Uno-X Mobility Development \| + 11 s \| \| 8e \| Niklas Behrens \| Allemagne \| Lidl-Trek Future Racing \| + 11 s \| \| 9e \| Jarno Widar \| Belgique \| Lotto Dstny Development Team \| + 13 s \| \| 10e \| António Morgado \| Portugal \| UAE Team Emirates \| + 13 s \| |                  |             |                                        |            |
| |                  |             |                                        |            |
| |                  |             |                                        |            |
| Classement de l'étape |                  |             |                                        |            |
| Coureur | Coureur          | Pays        | Équipe                                 | Temps      |
| 1er | Michael Leonard  | Canada      | Ineos Grenadiers                       | 7 min 59 s |
| 2e | Joseph Blackmore | Royaume-Uni | Israel-Premier Tech                    | + 7 s      |
| 3e | Jakob Söderqvist | Suède       | Lidl-Trek Future Racing                | + 7 s      |
| 4e | Fabian Weiss     | Suisse      | Tudor Pro Cycling U23                  | + 9 s      |
| 5e | Matthew Brennan  | Royaume-Uni | Team Visma \| Lease a Bike Development | + 10 s     |
| 6e | Adrian Stieger   | Autriche    | Hrinkow Advarics                       | + 10 s     |
| 7e | Henrik Pedersen  | Danemark    | Uno-X Mobility Development             | + 11 s     |
| 8e | Niklas Behrens   | Allemagne   | Lidl-Trek Future Racing                | + 11 s     |
| 9e | Jarno Widar      | Belgique    | Lotto Dstny Development Team           | + 13 s     |
| 10e | António Morgado  | Portugal    | UAE Team Emirates                      | + 13 s     |

| \| Classement général \| Classement général \| Classement général \| Classement général \| Classement général \| \| Coureur \| Coureur \| Pays \| Équipe \| Temps \| \| ------------------ \| ------------------ \| ------------------ \| -------------------------------------- \| ------------------ \| \| 1er \| Michael Leonard \| Canada \| Ineos Grenadiers \| 7 min 59 s \| \| 2e \| Joseph Blackmore \| Royaume-Uni \| Israel-Premier Tech \| + 7 s \| \| 3e \| Jakob Söderqvist \| Suède \| Lidl-Trek Future Racing \| + 7 s \| \| 4e \| Fabian Weiss \| Suisse \| Tudor Pro Cycling U23 \| + 9 s \| \| 5e \| Matthew Brennan \| Royaume-Uni \| Team Visma \\| Lease a Bike Development \| + 10 s \| \| 6e \| Adrian Stieger \| Autriche \| Hrinkow Advarics \| + 10 s \| \| 7e \| Henrik Pedersen \| Danemark \| Uno-X Mobility Development \| + 11 s \| \| 8e \| Niklas Behrens \| Allemagne \| Lidl-Trek Future Racing \| + 11 s \| \| 9e \| Jarno Widar \| Belgique \| Lotto Dstny Development Team \| + 13 s \| \| 10e \| António Morgado \| Portugal \| UAE Team Emirates \| + 13 s \| |                  |             |                                        |            |
| |                  |             |                                        |            |
| |                  |             |                                        |            |
| Classement général |                  |             |                                        |            |
| Coureur | Coureur          | Pays        | Équipe                                 | Temps      |
| 1er | Michael Leonard  | Canada      | Ineos Grenadiers                       | 7 min 59 s |
| 2e | Joseph Blackmore | Royaume-Uni | Israel-Premier Tech                    | + 7 s      |
| 3e | Jakob Söderqvist | Suède       | Lidl-Trek Future Racing                | + 7 s      |
| 4e | Fabian Weiss     | Suisse      | Tudor Pro Cycling U23                  | + 9 s      |
| 5e | Matthew Brennan  | Royaume-Uni | Team Visma \| Lease a Bike Development | + 10 s     |
| 6e | Adrian Stieger   | Autriche    | Hrinkow Advarics                       | + 10 s     |
| 7e | Henrik Pedersen  | Danemark    | Uno-X Mobility Development             | + 11 s     |
| 8e | Niklas Behrens   | Allemagne   | Lidl-Trek Future Racing                | + 11 s     |
| 9e | Jarno Widar      | Belgique    | Lotto Dstny Development Team           | + 13 s     |
| 10e | António Morgado  | Portugal    | UAE Team Emirates                      | + 13 s     |

### 1reétape

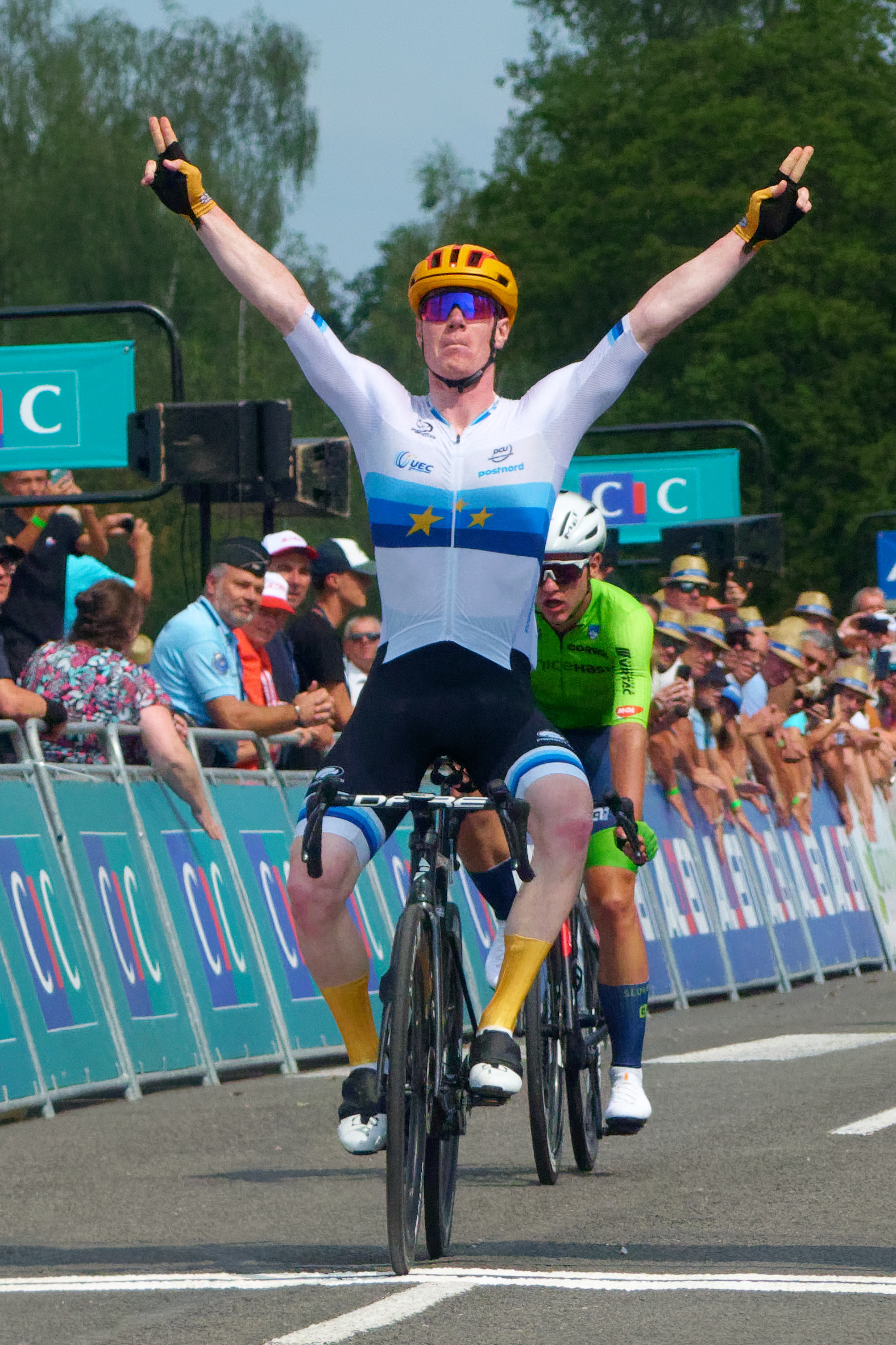
Henrik Pedersen, vainqueur de la première étape.

| \| Classement de l'étape \| Classement de l'étape \| Classement de l'étape \| Classement de l'étape \| Classement de l'étape \| \| Coureur \| Coureur \| Pays \| Équipe \| Temps \| \| --------------------- \| ------------------------ \| --------------------- \| -------------------------------------- \| --------------------- \| \| 1er \| Henrik Pedersen \| Danemark \| Uno-X Mobility Development \| 4 h 02 min 32 s \| \| 2e \| Gal Glivar \| Slovénie \| UAE Team Emirates Gen Z \| + 0 s \| \| 3e \| Tim Rex \| Belgique \| Wanty-Re Uz-Technord \| + 2 s \| \| 4e \| Matthew Brennan \| Royaume-Uni \| Team Visma \\| Lease a Bike Development \| + 1 min 09 s \| \| 5e \| Niklas Behrens \| Allemagne \| Lidl-Trek Future Racing \| + 1 min 09 s \| \| 6e \| Jérémie La Grenade \| Canada \| \| + 1 min 09 s \| \| 7e \| Mathieu Kockelmann \| Luxembourg \| Lotto Kern-Haus PSD Bank \| + 1 min 09 s \| \| 8e \| Robert Donaldson \| Royaume-Uni \| Trinity Racing \| + 1 min 09 s \| \| 9e \| Victor Loulergue \| France \| Bourg-en-Bresse Ain Cyclisme \| + 1 min 09 s \| \| 10e \| Ilian Alexandre Barhoumi \| Suisse \| Development Team dsm-firmenich PostNL \| + 1 min 09 s \| |                          |             |                                        |                 |
| |                          |             |                                        |                 |
| |                          |             |                                        |                 |
| Classement de l'étape |                          |             |                                        |                 |
| Coureur | Coureur                  | Pays        | Équipe                                 | Temps           |
| 1er | Henrik Pedersen          | Danemark    | Uno-X Mobility Development             | 4 h 02 min 32 s |
| 2e | Gal Glivar               | Slovénie    | UAE Team Emirates Gen Z                | + 0 s           |
| 3e | Tim Rex                  | Belgique    | Wanty-Re Uz-Technord                   | + 2 s           |
| 4e | Matthew Brennan          | Royaume-Uni | Team Visma \| Lease a Bike Development | + 1 min 09 s    |
| 5e | Niklas Behrens           | Allemagne   | Lidl-Trek Future Racing                | + 1 min 09 s    |
| 6e | Jérémie La Grenade       | Canada      |                                        | + 1 min 09 s    |
| 7e | Mathieu Kockelmann       | Luxembourg  | Lotto Kern-Haus PSD Bank               | + 1 min 09 s    |
| 8e | Robert Donaldson         | Royaume-Uni | Trinity Racing                         | + 1 min 09 s    |
| 9e | Victor Loulergue         | France      | Bourg-en-Bresse Ain Cyclisme           | + 1 min 09 s    |
| 10e | Ilian Alexandre Barhoumi | Suisse      | Development Team dsm-firmenich PostNL  | + 1 min 09 s    |

| \| Classement général \| Classement général \| Classement général \| Classement général \| Classement général \| \| Coureur \| Coureur \| Pays \| Équipe \| Temps \| \| ------------------ \| ------------------ \| ------------------ \| -------------------------------------- \| ------------------ \| \| 1er \| Henrik Pedersen \| Danemark \| Uno-X Mobility Development \| 4 h 10 min 42 s \| \| 2e \| Gal Glivar \| Slovénie \| UAE Team Emirates Gen Z \| + 29 s \| \| 3e \| Tim Rex \| Belgique \| Wanty-Re Uz-Technord \| + 41 s \| \| 4e \| Michael Leonard \| Canada \| Ineos Grenadiers \| + 58 s \| \| 5e \| Joseph Blackmore \| Royaume-Uni \| Israel-Premier Tech \| + 1 min 05 s \| \| 6e \| Jakob Söderqvist \| Suède \| Lidl-Trek Future Racing \| + 1 min 05 s \| \| 7e \| Fabian Weiss \| Suisse \| Tudor Pro Cycling U23 \| + 1 min 07 s \| \| 8e \| Matthew Brennan \| Royaume-Uni \| Team Visma \\| Lease a Bike Development \| + 1 min 08 s \| \| 9e \| Adrian Stieger \| Autriche \| Hrinkow Advarics \| + 1 min 08 s \| \| 10e \| Niklas Behrens \| Allemagne \| Lidl-Trek Future Racing \| + 1 min 09 s \| |                  |             |                                        |                 |
| |                  |             |                                        |                 |
| |                  |             |                                        |                 |
| Classement général |                  |             |                                        |                 |
| Coureur | Coureur          | Pays        | Équipe                                 | Temps           |
| 1er | Henrik Pedersen  | Danemark    | Uno-X Mobility Development             | 4 h 10 min 42 s |
| 2e | Gal Glivar       | Slovénie    | UAE Team Emirates Gen Z                | + 29 s          |
| 3e | Tim Rex          | Belgique    | Wanty-Re Uz-Technord                   | + 41 s          |
| 4e | Michael Leonard  | Canada      | Ineos Grenadiers                       | + 58 s          |
| 5e | Joseph Blackmore | Royaume-Uni | Israel-Premier Tech                    | + 1 min 05 s    |
| 6e | Jakob Söderqvist | Suède       | Lidl-Trek Future Racing                | + 1 min 05 s    |
| 7e | Fabian Weiss     | Suisse      | Tudor Pro Cycling U23                  | + 1 min 07 s    |
| 8e | Matthew Brennan  | Royaume-Uni | Team Visma \| Lease a Bike Development | + 1 min 08 s    |
| 9e | Adrian Stieger   | Autriche    | Hrinkow Advarics                       | + 1 min 08 s    |
| 10e | Niklas Behrens   | Allemagne   | Lidl-Trek Future Racing                | + 1 min 09 s    |

### 2eétape
| \| Classement de l'étape \| Classement de l'étape \| Classement de l'étape \| Classement de l'étape \| Classement de l'étape \| \| Coureur \| Coureur \| Pays \| Équipe \| Temps \| \| --------------------- \| ----------------------- \| --------------------- \| -------------------------------------- \| --------------------- \| \| 1er \| Ludovico Crescioli \| Italie \| Team Technipes #inEmiliaRomagna \| 3 h 50 min 31 s \| \| 2e \| Ole Theiler \| Allemagne \| Team Storck-Metropol Cycling \| + 0 s \| \| 3e \| Matthew Brennan \| Royaume-Uni \| Team Visma \\| Lease a Bike Development \| + 6 s \| \| 4e \| Mats Wenzel \| Luxembourg \| Lidl-Trek Future Racing \| + 6 s \| \| 5e \| Florian Samuel Kajamini \| Italie \| MBH Bank Colpack Ballan \| + 6 s \| \| 6e \| Joseph Blackmore \| Royaume-Uni \| Israel-Premier Tech \| + 6 s \| \| 7e \| Morten Nørtoft \| Danemark \| Team Visma \\| Lease a Bike Development \| + 6 s \| \| 8e \| Léandre Lozouet \| France \| Arkéa-B&B Hôtels Continentale \| + 6 s \| \| 9e \| Emiel Verstrynge \| Belgique \| Alpecin-Deceuninck Development Team \| + 6 s \| \| 10e \| Fabian Weiss \| Suisse \| Tudor Pro Cycling U23 \| + 6 s \| |                         |             |                                        |                 |
| |                         |             |                                        |                 |
| |                         |             |                                        |                 |
| Classement de l'étape |                         |             |                                        |                 |
| Coureur | Coureur                 | Pays        | Équipe                                 | Temps           |
| 1er | Ludovico Crescioli      | Italie      | Team Technipes #inEmiliaRomagna        | 3 h 50 min 31 s |
| 2e | Ole Theiler             | Allemagne   | Team Storck-Metropol Cycling           | + 0 s           |
| 3e | Matthew Brennan         | Royaume-Uni | Team Visma \| Lease a Bike Development | + 6 s           |
| 4e | Mats Wenzel             | Luxembourg  | Lidl-Trek Future Racing                | + 6 s           |
| 5e | Florian Samuel Kajamini | Italie      | MBH Bank Colpack Ballan                | + 6 s           |
| 6e | Joseph Blackmore        | Royaume-Uni | Israel-Premier Tech                    | + 6 s           |
| 7e | Morten Nørtoft          | Danemark    | Team Visma \| Lease a Bike Development | + 6 s           |
| 8e | Léandre Lozouet         | France      | Arkéa-B&B Hôtels Continentale          | + 6 s           |
| 9e | Emiel Verstrynge        | Belgique    | Alpecin-Deceuninck Development Team    | + 6 s           |
| 10e | Fabian Weiss            | Suisse      | Tudor Pro Cycling U23                  | + 6 s           |

| \| Classement général \| Classement général \| Classement général \| Classement général \| Classement général \| \| Coureur \| Coureur \| Pays \| Équipe \| Temps \| \| ------------------ \| ------------------ \| ------------------ \| -------------------------------------- \| ------------------ \| \| 1er \| Henrik Pedersen \| Danemark \| Uno-X Mobility Development \| 8 h 01 min 19 s \| \| 2e \| Gal Glivar \| Slovénie \| UAE Team Emirates Gen Z \| + 29 s \| \| 3e \| Michael Leonard \| Canada \| Ineos Grenadiers \| + 58 s \| \| 4e \| Tim Rex \| Belgique \| Wanty-Re Uz-Technord \| + 1 min 01 s \| \| 5e \| Joseph Blackmore \| Royaume-Uni \| Israel-Premier Tech \| + 1 min 05 s \| \| 6e \| Fabian Weiss \| Suisse \| Tudor Pro Cycling U23 \| + 1 min 07 s \| \| 7e \| Matthew Brennan \| Royaume-Uni \| Team Visma \\| Lease a Bike Development \| + 1 min 08 s \| \| 8e \| Niklas Behrens \| Allemagne \| Lidl-Trek Future Racing \| + 1 min 09 s \| \| 9e \| Ole Theiler \| Allemagne \| Team Storck-Metropol Cycling \| + 1 min 10 s \| \| 10e \| Jarno Widar \| Belgique \| Lotto Dstny Development Team \| + 1 min 11 s \| |                  |             |                                        |                 |
| |                  |             |                                        |                 |
| |                  |             |                                        |                 |
| Classement général |                  |             |                                        |                 |
| Coureur | Coureur          | Pays        | Équipe                                 | Temps           |
| 1er | Henrik Pedersen  | Danemark    | Uno-X Mobility Development             | 8 h 01 min 19 s |
| 2e | Gal Glivar       | Slovénie    | UAE Team Emirates Gen Z                | + 29 s          |
| 3e | Michael Leonard  | Canada      | Ineos Grenadiers                       | + 58 s          |
| 4e | Tim Rex          | Belgique    | Wanty-Re Uz-Technord                   | + 1 min 01 s    |
| 5e | Joseph Blackmore | Royaume-Uni | Israel-Premier Tech                    | + 1 min 05 s    |
| 6e | Fabian Weiss     | Suisse      | Tudor Pro Cycling U23                  | + 1 min 07 s    |
| 7e | Matthew Brennan  | Royaume-Uni | Team Visma \| Lease a Bike Development | + 1 min 08 s    |
| 8e | Niklas Behrens   | Allemagne   | Lidl-Trek Future Racing                | + 1 min 09 s    |
| 9e | Ole Theiler      | Allemagne   | Team Storck-Metropol Cycling           | + 1 min 10 s    |
| 10e | Jarno Widar      | Belgique    | Lotto Dstny Development Team           | + 1 min 11 s    |

### 3eétape
| \| Classement de l'étape \| Classement de l'étape \| Classement de l'étape \| Classement de l'étape \| Classement de l'étape \| \| Coureur \| Coureur \| Pays \| Équipe \| Temps \| \| --------------------- \| ----------------------- \| --------------------- \| -------------------------------------- \| --------------------- \| \| 1er \| Joseph Blackmore \| Royaume-Uni \| Israel-Premier Tech \| 2 h 13 min 44 s \| \| 2e \| Jarno Widar \| Belgique \| Lotto Dstny Development Team \| + 3 s \| \| 3e \| Pablo Torres Arias \| Espagne \| UAE Team Emirates Gen Z \| + 5 s \| \| 4e \| Tijmen Graat \| Pays-Bas \| Team Visma \\| Lease a Bike Development \| + 31 s \| \| 5e \| Léo Bisiaux \| France \| Decathlon AG2R La Mondiale Development \| + 32 s \| \| 6e \| Diego Pescador \| Colombie \| GW Shimano \| + 52 s \| \| 7e \| Florian Samuel Kajamini \| Italie \| MBH Bank Colpack Ballan \| + 1 min 00 s \| \| 8e \| Mats Wenzel \| Luxembourg \| Lidl-Trek Future Racing \| + 1 min 00 s \| \| 9e \| Lucas Lopes \| Portugal \| \| + 1 min 00 s \| \| 10e \| Simon Dalby \| Danemark \| Uno-X Mobility Development \| + 1 min 05 s \| |                         |             |                                        |                 |
| |                         |             |                                        |                 |
| |                         |             |                                        |                 |
| Classement de l'étape |                         |             |                                        |                 |
| Coureur | Coureur                 | Pays        | Équipe                                 | Temps           |
| 1er | Joseph Blackmore        | Royaume-Uni | Israel-Premier Tech                    | 2 h 13 min 44 s |
| 2e | Jarno Widar             | Belgique    | Lotto Dstny Development Team           | + 3 s           |
| 3e | Pablo Torres Arias      | Espagne     | UAE Team Emirates Gen Z                | + 5 s           |
| 4e | Tijmen Graat            | Pays-Bas    | Team Visma \| Lease a Bike Development | + 31 s          |
| 5e | Léo Bisiaux             | France      | Decathlon AG2R La Mondiale Development | + 32 s          |
| 6e | Diego Pescador          | Colombie    | GW Shimano                             | + 52 s          |
| 7e | Florian Samuel Kajamini | Italie      | MBH Bank Colpack Ballan                | + 1 min 00 s    |
| 8e | Mats Wenzel             | Luxembourg  | Lidl-Trek Future Racing                | + 1 min 00 s    |
| 9e | Lucas Lopes             | Portugal    |                                        | + 1 min 00 s    |
| 10e | Simon Dalby             | Danemark    | Uno-X Mobility Development             | + 1 min 05 s    |

| \| Classement général \| Classement général \| Classement général \| Classement général \| Classement général \| \| Coureur \| Coureur \| Pays \| Équipe \| Temps \| \| ------------------ \| ----------------------- \| ------------------ \| -------------------------------------- \| ------------------ \| \| 1er \| Joseph Blackmore \| Royaume-Uni \| Israel-Premier Tech \| 10 h 16 min 08 s \| \| 2e \| Jarno Widar \| Belgique \| Lotto Dstny Development Team \| + 9 s \| \| 3e \| Pablo Torres Arias \| Espagne \| UAE Team Emirates Gen Z \| + 23 s \| \| 4e \| Léo Bisiaux \| France \| Decathlon AG2R La Mondiale Development \| + 45 s \| \| 5e \| Tijmen Graat \| Pays-Bas \| Team Visma \\| Lease a Bike Development \| + 54 s \| \| 6e \| Michael Leonard \| Canada \| Ineos Grenadiers \| + 1 min 07 s \| \| 7e \| Florian Samuel Kajamini \| Italie \| MBH Bank Colpack Ballan \| + 1 min 16 s \| \| 8e \| Mats Wenzel \| Luxembourg \| Lidl-Trek Future Racing \| + 1 min 17 s \| \| 9e \| Diego Pescador \| Colombie \| GW Shimano \| + 1 min 30 s \| \| 10e \| Simon Dalby \| Danemark \| Uno-X Mobility Development \| + 1 min 35 s \| |                         |             |                                        |                  |
| |                         |             |                                        |                  |
| |                         |             |                                        |                  |
| Classement général |                         |             |                                        |                  |
| Coureur | Coureur                 | Pays        | Équipe                                 | Temps            |
| 1er | Joseph Blackmore        | Royaume-Uni | Israel-Premier Tech                    | 10 h 16 min 08 s |
| 2e | Jarno Widar             | Belgique    | Lotto Dstny Development Team           | + 9 s            |
| 3e | Pablo Torres Arias      | Espagne     | UAE Team Emirates Gen Z                | + 23 s           |
| 4e | Léo Bisiaux             | France      | Decathlon AG2R La Mondiale Development | + 45 s           |
| 5e | Tijmen Graat            | Pays-Bas    | Team Visma \| Lease a Bike Development | + 54 s           |
| 6e | Michael Leonard         | Canada      | Ineos Grenadiers                       | + 1 min 07 s     |
| 7e | Florian Samuel Kajamini | Italie      | MBH Bank Colpack Ballan                | + 1 min 16 s     |
| 8e | Mats Wenzel             | Luxembourg  | Lidl-Trek Future Racing                | + 1 min 17 s     |
| 9e | Diego Pescador          | Colombie    | GW Shimano                             | + 1 min 30 s     |
| 10e | Simon Dalby             | Danemark    | Uno-X Mobility Development             | + 1 min 35 s     |

### 4eétape
| \| Classement de l'étape \| Classement de l'étape \| Classement de l'étape \| Classement de l'étape \| Classement de l'étape \| \| Coureur \| Coureur \| Pays \| Équipe \| Temps \| \| --------------------- \| ----------------------- \| --------------------- \| -------------------------------------- \| --------------------- \| \| 1er \| Pablo Torres Arias \| Espagne \| UAE Team Emirates Gen Z \| 4 h 02 min 06 s \| \| 2e \| Darren van Bekkum \| Pays-Bas \| Team Visma \\| Lease a Bike Development \| + 36 s \| \| 3e \| Jarno Widar \| Belgique \| Lotto Dstny Development Team \| + 45 s \| \| 4e \| Tijmen Graat \| Pays-Bas \| Team Visma \\| Lease a Bike Development \| + 56 s \| \| 5e \| Michael Leonard \| Canada \| Ineos Grenadiers \| + 1 min 04 s \| \| 6e \| Tobias Svarre \| Danemark \| ColoQuick \| + 1 min 15 s \| \| 7e \| Florian Samuel Kajamini \| Italie \| MBH Bank Colpack Ballan \| + 1 min 20 s \| \| 8e \| Joseph Blackmore \| Royaume-Uni \| Israel-Premier Tech \| + 1 min 26 s \| \| 9e \| Léo Bisiaux \| France \| Decathlon AG2R La Mondiale Development \| + 1 min 26 s \| \| 10e \| Simone Gualdi \| Italie \| Wanty-Re Uz-Technord \| + 1 min 35 s \| |                         |             |                                        |                 |
| |                         |             |                                        |                 |
| |                         |             |                                        |                 |
| Classement de l'étape |                         |             |                                        |                 |
| Coureur | Coureur                 | Pays        | Équipe                                 | Temps           |
| 1er | Pablo Torres Arias      | Espagne     | UAE Team Emirates Gen Z                | 4 h 02 min 06 s |
| 2e | Darren van Bekkum       | Pays-Bas    | Team Visma \| Lease a Bike Development | + 36 s          |
| 3e | Jarno Widar             | Belgique    | Lotto Dstny Development Team           | + 45 s          |
| 4e | Tijmen Graat            | Pays-Bas    | Team Visma \| Lease a Bike Development | + 56 s          |
| 5e | Michael Leonard         | Canada      | Ineos Grenadiers                       | + 1 min 04 s    |
| 6e | Tobias Svarre           | Danemark    | ColoQuick                              | + 1 min 15 s    |
| 7e | Florian Samuel Kajamini | Italie      | MBH Bank Colpack Ballan                | + 1 min 20 s    |
| 8e | Joseph Blackmore        | Royaume-Uni | Israel-Premier Tech                    | + 1 min 26 s    |
| 9e | Léo Bisiaux             | France      | Decathlon AG2R La Mondiale Development | + 1 min 26 s    |
| 10e | Simone Gualdi           | Italie      | Wanty-Re Uz-Technord                   | + 1 min 35 s    |

| \| Classement général \| Classement général \| Classement général \| Classement général \| Classement général \| \| Coureur \| Coureur \| Pays \| Équipe \| Temps \| \| ------------------ \| ----------------------- \| ------------------ \| -------------------------------------- \| ------------------ \| \| 1er \| Pablo Torres Arias \| Espagne \| UAE Team Emirates Gen Z \| 14 h 18 min 37 s \| \| 2e \| Jarno Widar \| Belgique \| Lotto Dstny Development Team \| + 31 s \| \| 3e \| Joseph Blackmore \| Royaume-Uni \| Israel-Premier Tech \| + 1 min 03 s \| \| 4e \| Tijmen Graat \| Pays-Bas \| Team Visma \\| Lease a Bike Development \| + 1 min 27 s \| \| 5e \| Michael Leonard \| Canada \| Ineos Grenadiers \| + 1 min 48 s \| \| 6e \| Léo Bisiaux \| France \| Decathlon AG2R La Mondiale Development \| + 1 min 48 s \| \| 7e \| Florian Samuel Kajamini \| Italie \| MBH Bank Colpack Ballan \| + 2 min 13 s \| \| 8e \| Diego Pescador \| Colombie \| GW Shimano \| + 2 min 51 s \| \| 9e \| Mats Wenzel \| Luxembourg \| Lidl-Trek Future Racing \| + 3 min 03 s \| \| 10e \| Simon Dalby \| Danemark \| Uno-X Mobility Development \| + 3 min 21 s \| |                         |             |                                        |                  |
| |                         |             |                                        |                  |
| |                         |             |                                        |                  |
| Classement général |                         |             |                                        |                  |
| Coureur | Coureur                 | Pays        | Équipe                                 | Temps            |
| 1er | Pablo Torres Arias      | Espagne     | UAE Team Emirates Gen Z                | 14 h 18 min 37 s |
| 2e | Jarno Widar             | Belgique    | Lotto Dstny Development Team           | + 31 s           |
| 3e | Joseph Blackmore        | Royaume-Uni | Israel-Premier Tech                    | + 1 min 03 s     |
| 4e | Tijmen Graat            | Pays-Bas    | Team Visma \| Lease a Bike Development | + 1 min 27 s     |
| 5e | Michael Leonard         | Canada      | Ineos Grenadiers                       | + 1 min 48 s     |
| 6e | Léo Bisiaux             | France      | Decathlon AG2R La Mondiale Development | + 1 min 48 s     |
| 7e | Florian Samuel Kajamini | Italie      | MBH Bank Colpack Ballan                | + 2 min 13 s     |
| 8e | Diego Pescador          | Colombie    | GW Shimano                             | + 2 min 51 s     |
| 9e | Mats Wenzel             | Luxembourg  | Lidl-Trek Future Racing                | + 3 min 03 s     |
| 10e | Simon Dalby             | Danemark    | Uno-X Mobility Development             | + 3 min 21 s     |

### 5eétape
| \| Classement de l'étape \| Classement de l'étape \| Classement de l'étape \| Classement de l'étape \| Classement de l'étape \| \| Coureur \| Coureur \| Pays \| Équipe \| Temps \| \| --------------------- \| ----------------------- \| --------------------- \| -------------------------------------- \| --------------------- \| \| 1er \| Florian Samuel Kajamini \| Italie \| MBH Bank Colpack Ballan \| 2 h 53 min 43 s \| \| 2e \| Emiel Verstrynge \| Belgique \| Alpecin-Deceuninck Development Team \| + 0 s \| \| 3e \| Louis Sutton \| Royaume-Uni \| AVC Aix-en-Provence \| + 0 s \| \| 4e \| Léo Bisiaux \| France \| Decathlon AG2R La Mondiale Development \| + 0 s \| \| 5e \| Darren van Bekkum \| Pays-Bas \| Team Visma \\| Lease a Bike Development \| + 0 s \| \| 6e \| Joseph Blackmore \| Royaume-Uni \| Israel-Premier Tech \| + 0 s \| \| 7e \| Tijmen Graat \| Pays-Bas \| Team Visma \\| Lease a Bike Development \| + 0 s \| \| 8e \| Simon Dalby \| Danemark \| Uno-X Mobility Development \| + 4 s \| \| 9e \| Pietro Mattio \| Italie \| Team Visma \\| Lease a Bike Development \| + 4 min 57 s \| \| 10e \| Mats Wenzel \| Luxembourg \| Lidl-Trek Future Racing \| + 4 min 58 s \| |                         |             |                                        |                 |
| |                         |             |                                        |                 |
| |                         |             |                                        |                 |
| Classement de l'étape |                         |             |                                        |                 |
| Coureur | Coureur                 | Pays        | Équipe                                 | Temps           |
| 1er | Florian Samuel Kajamini | Italie      | MBH Bank Colpack Ballan                | 2 h 53 min 43 s |
| 2e | Emiel Verstrynge        | Belgique    | Alpecin-Deceuninck Development Team    | + 0 s           |
| 3e | Louis Sutton            | Royaume-Uni | AVC Aix-en-Provence                    | + 0 s           |
| 4e | Léo Bisiaux             | France      | Decathlon AG2R La Mondiale Development | + 0 s           |
| 5e | Darren van Bekkum       | Pays-Bas    | Team Visma \| Lease a Bike Development | + 0 s           |
| 6e | Joseph Blackmore        | Royaume-Uni | Israel-Premier Tech                    | + 0 s           |
| 7e | Tijmen Graat            | Pays-Bas    | Team Visma \| Lease a Bike Development | + 0 s           |
| 8e | Simon Dalby             | Danemark    | Uno-X Mobility Development             | + 4 s           |
| 9e | Pietro Mattio           | Italie      | Team Visma \| Lease a Bike Development | + 4 min 57 s    |
| 10e | Mats Wenzel             | Luxembourg  | Lidl-Trek Future Racing                | + 4 min 58 s    |

| \| Classement général \| Classement général \| Classement général \| Classement général \| Classement général \| \| Coureur \| Coureur \| Pays \| Équipe \| Temps \| \| ------------------ \| ----------------------- \| ------------------ \| -------------------------------------- \| ------------------ \| \| 1er \| Joseph Blackmore \| Royaume-Uni \| Israel-Premier Tech \| 17 h 13 min 23 s \| \| 2e \| Tijmen Graat \| Pays-Bas \| Team Visma \\| Lease a Bike Development \| + 24 s \| \| 3e \| Léo Bisiaux \| France \| Decathlon AG2R La Mondiale Development \| + 45 s \| \| 4e \| Florian Samuel Kajamini \| Italie \| MBH Bank Colpack Ballan \| + 1 min 10 s \| \| 5e \| Simon Dalby \| Danemark \| Uno-X Mobility Development \| + 2 min 22 s \| \| 6e \| Pablo Torres Arias \| Espagne \| UAE Team Emirates Gen Z \| + 3 min 55 s \| \| 7e \| Jarno Widar \| Belgique \| Lotto Dstny Development Team \| + 6 min 49 s \| \| 8e \| Diego Pescador \| Colombie \| GW Shimano \| + 6 min 57 s \| \| 9e \| Mats Wenzel \| Luxembourg \| Lidl-Trek Future Racing \| + 6 min 58 s \| \| 10e \| Brieuc Rolland \| France \| Équipe continentale Groupama-FDJ \| + 7 min 30 s \| |                         |             |                                        |                  |
| |                         |             |                                        |                  |
| |                         |             |                                        |                  |
| Classement général |                         |             |                                        |                  |
| Coureur | Coureur                 | Pays        | Équipe                                 | Temps            |
| 1er | Joseph Blackmore        | Royaume-Uni | Israel-Premier Tech                    | 17 h 13 min 23 s |
| 2e | Tijmen Graat            | Pays-Bas    | Team Visma \| Lease a Bike Development | + 24 s           |
| 3e | Léo Bisiaux             | France      | Decathlon AG2R La Mondiale Development | + 45 s           |
| 4e | Florian Samuel Kajamini | Italie      | MBH Bank Colpack Ballan                | + 1 min 10 s     |
| 5e | Simon Dalby             | Danemark    | Uno-X Mobility Development             | + 2 min 22 s     |
| 6e | Pablo Torres Arias      | Espagne     | UAE Team Emirates Gen Z                | + 3 min 55 s     |
| 7e | Jarno Widar             | Belgique    | Lotto Dstny Development Team           | + 6 min 49 s     |
| 8e | Diego Pescador          | Colombie    | GW Shimano                             | + 6 min 57 s     |
| 9e | Mats Wenzel             | Luxembourg  | Lidl-Trek Future Racing                | + 6 min 58 s     |
| 10e | Brieuc Rolland          | France      | Équipe continentale Groupama-FDJ       | + 7 min 30 s     |

### 6eétape
| \| Classement de l'étape \| Classement de l'étape \| Classement de l'étape \| Classement de l'étape \| Classement de l'étape \| \| Coureur \| Coureur \| Pays \| Équipe \| Temps \| \| --------------------- \| --------------------- \| --------------------- \| -------------------------------------- \| --------------------- \| \| 1er \| Pablo Torres Arias \| Espagne \| UAE Team Emirates Gen Z \| 3 h 20 min 30 s \| \| 2e \| Joseph Blackmore \| Royaume-Uni \| Israel-Premier Tech \| + 3 min 43 s \| \| 3e \| Tijmen Graat \| Pays-Bas \| Team Visma \\| Lease a Bike Development \| + 4 min 09 s \| \| 4e \| Léo Bisiaux \| France \| Decathlon AG2R La Mondiale Development \| + 5 min 41 s \| \| 5e \| Brieuc Rolland \| France \| Équipe continentale Groupama-FDJ \| + 5 min 42 s \| \| 6e \| Diego Pescador \| Colombie \| GW Shimano \| + 5 min 42 s \| \| 7e \| Simon Dalby \| Danemark \| Uno-X Mobility Development \| + 5 min 50 s \| \| 8e \| Jaume Guardeño \| Espagne \| Caja Rural-Seguros RGA \| + 6 min 00 s \| \| 9e \| Tim Rex \| Belgique \| Wanty-Re Uz-Technord \| + 6 min 05 s \| \| 10e \| Nahom Zerai \| Érythrée \| Q36.5 Continental \| + 6 min 11 s \| |                    |             |                                        |                 |
| |                    |             |                                        |                 |
| |                    |             |                                        |                 |
| Classement de l'étape |                    |             |                                        |                 |
| Coureur | Coureur            | Pays        | Équipe                                 | Temps           |
| 1er | Pablo Torres Arias | Espagne     | UAE Team Emirates Gen Z                | 3 h 20 min 30 s |
| 2e | Joseph Blackmore   | Royaume-Uni | Israel-Premier Tech                    | + 3 min 43 s    |
| 3e | Tijmen Graat       | Pays-Bas    | Team Visma \| Lease a Bike Development | + 4 min 09 s    |
| 4e | Léo Bisiaux        | France      | Decathlon AG2R La Mondiale Development | + 5 min 41 s    |
| 5e | Brieuc Rolland     | France      | Équipe continentale Groupama-FDJ       | + 5 min 42 s    |
| 6e | Diego Pescador     | Colombie    | GW Shimano                             | + 5 min 42 s    |
| 7e | Simon Dalby        | Danemark    | Uno-X Mobility Development             | + 5 min 50 s    |
| 8e | Jaume Guardeño     | Espagne     | Caja Rural-Seguros RGA                 | + 6 min 00 s    |
| 9e | Tim Rex            | Belgique    | Wanty-Re Uz-Technord                   | + 6 min 05 s    |
| 10e | Nahom Zerai        | Érythrée    | Q36.5 Continental                      | + 6 min 11 s    |

## Classements finals

### Classement général
| \| Classement général \| Classement général \| Classement général \| Classement général \| Classement général \| \| Coureur \| Coureur \| Pays \| Équipe \| Temps \| \| ------------------ \| ----------------------- \| ------------------ \| -------------------------------------- \| ------------------ \| \| 1er \| Joseph Blackmore \| Royaume-Uni \| Grande-Bretagne espoirs \| 20 h 37 min 36 s \| \| 2e \| Pablo Torres Arias \| Espagne \| UAE Team Emirates Gen Z \| + 12 s \| \| 3e \| Tijmen Graat \| Pays-Bas \| Team Visma \\| Lease a Bike Development \| + 50 s \| \| 4e \| Léo Bisiaux \| France \| Decathlon AG2R La Mondiale Development \| + 2 min 43 s \| \| 5e \| Florian Samuel Kajamini \| Italie \| MBH Bank Colpack Ballan \| + 3 min 40 s \| \| 6e \| Simon Dalby \| Danemark \| Uno-X Mobility Development \| + 4 min 29 s \| \| 7e \| Diego Pescador \| Colombie \| GW Shimano \| + 8 min 56 s \| \| 8e \| Brieuc Rolland \| France \| Équipe continentale Groupama-FDJ \| + 9 min 29 s \| \| 9e \| Mats Wenzel \| Luxembourg \| Lidl-Trek Future Racing \| + 10 min 04 s \| \| 10e \| Matteo Scalco \| Italie \| VF Group-Bardiani CSF-Faizanè \| + 11 min 49 s \| |                         |             |                                        |                  |
| |                         |             |                                        |                  |
| Source : ProCyclingStats |                         |             |                                        |                  |
| Classement général |                         |             |                                        |                  |
| Coureur | Coureur                 | Pays        | Équipe                                 | Temps            |
| 1er | Joseph Blackmore        | Royaume-Uni | Grande-Bretagne espoirs                | 20 h 37 min 36 s |
| 2e | Pablo Torres Arias      | Espagne     | UAE Team Emirates Gen Z                | + 12 s           |
| 3e | Tijmen Graat            | Pays-Bas    | Team Visma \| Lease a Bike Development | + 50 s           |
| 4e | Léo Bisiaux             | France      | Decathlon AG2R La Mondiale Development | + 2 min 43 s     |
| 5e | Florian Samuel Kajamini | Italie      | MBH Bank Colpack Ballan                | + 3 min 40 s     |
| 6e | Simon Dalby             | Danemark    | Uno-X Mobility Development             | + 4 min 29 s     |
| 7e | Diego Pescador          | Colombie    | GW Shimano                             | + 8 min 56 s     |
| 8e | Brieuc Rolland          | France      | Équipe continentale Groupama-FDJ       | + 9 min 29 s     |
| 9e | Mats Wenzel             | Luxembourg  | Lidl-Trek Future Racing                | + 10 min 04 s    |
| 10e | Matteo Scalco           | Italie      | VF Group-Bardiani CSF-Faizanè          | + 11 min 49 s    |

| Classement par points | Classement par points   | Classement par points | Classement par points                  | Classement par points |
| Coureur               | Coureur                 | Pays                  | Équipe                                 | Points                |
| --------------------- | ----------------------- | --------------------- | -------------------------------------- | --------------------- |
| 1er                   | Joseph Blackmore        | Royaume-Uni           | Grande-Bretagne espoirs                | 45 pts                |
| 2e                    | Florian Samuel Kajamini | Italie                | MBH Bank Colpack Ballan                | 45 pts                |
| 3e                    | Pablo Torres Arias      | Espagne               | UAE Team Emirates Gen Z                | 37 pts                |
| 4e                    | Emiel Verstrynge        | Belgique              | Alpecin-Deceuninck Development Team    | 37 pts                |
| 5e                    | Gal Glivar              | Slovénie              | UAE Team Emirates Gen Z                | 32 pts                |
| 6e                    | Henrik Pedersen         | Danemark              | Uno-X Mobility Development             | 31 pts                |
| 7e                    | Tijmen Graat            | Pays-Bas              | Team Visma \| Lease a Bike Development | 31 pts                |
| 8e                    | Léo Bisiaux             | France                | Decathlon AG2R La Mondiale Development | 29 pts                |
| 9e                    | Ludovico Crescioli      | Italie                | Team Technipes #inEmiliaRomagna        | 25 pts                |
| 10e                   | Tim Rex                 | Belgique              | Wanty-Re Uz-Technord                   | 25 pts                |

| Classement par points | Classement par points   | Classement par points | Classement par points                  | Classement par points |
| Coureur               | Coureur                 | Pays                  | Équipe                                 | Points                |
| --------------------- | ----------------------- | --------------------- | -------------------------------------- | --------------------- |
| 1er                   | Joseph Blackmore        | Royaume-Uni           | Grande-Bretagne espoirs                | 45 pts                |
| 2e                    | Florian Samuel Kajamini | Italie                | MBH Bank Colpack Ballan                | 45 pts                |
| 3e                    | Pablo Torres Arias      | Espagne               | UAE Team Emirates Gen Z                | 37 pts                |
| 4e                    | Emiel Verstrynge        | Belgique              | Alpecin-Deceuninck Development Team    | 37 pts                |
| 5e                    | Gal Glivar              | Slovénie              | UAE Team Emirates Gen Z                | 32 pts                |
| 6e                    | Henrik Pedersen         | Danemark              | Uno-X Mobility Development             | 31 pts                |
| 7e                    | Tijmen Graat            | Pays-Bas              | Team Visma \| Lease a Bike Development | 31 pts                |
| 8e                    | Léo Bisiaux             | France                | Decathlon AG2R La Mondiale Development | 29 pts                |
| 9e                    | Ludovico Crescioli      | Italie                | Team Technipes #inEmiliaRomagna        | 25 pts                |
| 10e                   | Tim Rex                 | Belgique              | Wanty-Re Uz-Technord                   | 25 pts                |

| Classement de la montagne | Classement de la montagne | Classement de la montagne | Classement de la montagne              | Classement de la montagne |
| Coureur                   | Coureur                   | Pays                      | Équipe                                 | Points                    |
| ------------------------- | ------------------------- | ------------------------- | -------------------------------------- | ------------------------- |
| 1er                       | Tijmen Graat              | Pays-Bas                  | Pays-Bas espoirs                       | 61 pts                    |
| 2e                        | Pablo Torres Arias        | Espagne                   | UAE Team Emirates Gen Z                | 55 pts                    |
| 3e                        | Joseph Blackmore          | Royaume-Uni               | Israel-Premier Tech                    | 54 pts                    |
| 4e                        | Léo Bisiaux               | France                    | Decathlon AG2R La Mondiale Development | 48 pts                    |
| 5e                        | Jarno Widar               | Belgique                  | Lotto Dstny Development Team           | 42 pts                    |
| 6e                        | Clément Izquierdo         | France                    | AVC Aix-en-Provence                    | 39 pts                    |
| 7e                        | Florian Samuel Kajamini   | Italie                    | MBH Bank Colpack Ballan                | 35 pts                    |
| 8e                        | Pietro Mattio             | Italie                    | Team Visma \| Lease a Bike Development | 32 pts                    |
| 9e                        | Menno Huising             | Pays-Bas                  | Team Visma \| Lease a Bike Development | 27 pts                    |
| 10e                       | Tim Rex                   | Belgique                  | Wanty-Re Uz-Technord                   | 24 pts                    |

| Classement de la montagne | Classement de la montagne | Classement de la montagne | Classement de la montagne              | Classement de la montagne |
| Coureur                   | Coureur                   | Pays                      | Équipe                                 | Points                    |
| ------------------------- | ------------------------- | ------------------------- | -------------------------------------- | ------------------------- |
| 1er                       | Tijmen Graat              | Pays-Bas                  | Pays-Bas espoirs                       | 61 pts                    |
| 2e                        | Pablo Torres Arias        | Espagne                   | UAE Team Emirates Gen Z                | 55 pts                    |
| 3e                        | Joseph Blackmore          | Royaume-Uni               | Israel-Premier Tech                    | 54 pts                    |
| 4e                        | Léo Bisiaux               | France                    | Decathlon AG2R La Mondiale Development | 48 pts                    |
| 5e                        | Jarno Widar               | Belgique                  | Lotto Dstny Development Team           | 42 pts                    |
| 6e                        | Clément Izquierdo         | France                    | AVC Aix-en-Provence                    | 39 pts                    |
| 7e                        | Florian Samuel Kajamini   | Italie                    | MBH Bank Colpack Ballan                | 35 pts                    |
| 8e                        | Pietro Mattio             | Italie                    | Team Visma \| Lease a Bike Development | 32 pts                    |
| 9e                        | Menno Huising             | Pays-Bas                  | Team Visma \| Lease a Bike Development | 27 pts                    |
| 10e                       | Tim Rex                   | Belgique                  | Wanty-Re Uz-Technord                   | 24 pts                    |

| Classement du meilleur jeune | Classement du meilleur jeune | Classement du meilleur jeune | Classement du meilleur jeune           | Classement du meilleur jeune |
| Coureur                      | Coureur                      | Pays                         | Équipe                                 | Temps                        |
| ---------------------------- | ---------------------------- | ---------------------------- | -------------------------------------- | ---------------------------- |
| 1er                          | Pablo Torres Arias           | Espagne                      | Espagne espoirs                        | 20 h 37 min 48 s             |
| 2e                           | Léo Bisiaux                  | France                       | Decathlon AG2R La Mondiale Development | + 2 min 31 s                 |
| 3e                           | Diego Pescador               | Colombie                     | GW Shimano                             | + 8 min 44 s                 |
| 4e                           | Matteo Scalco                | Italie                       | VF Group-Bardiani CSF-Faizanè          | + 11 min 37 s                |
| 5e                           | Simone Gualdi                | Italie                       | Wanty-Re Uz-Technord                   | + 15 min 32 s                |
| 6e                           | Daniel Vysočan               | Tchéquie                     | Pierre Baguette Cycling                | + 18 min 27 s                |
| 7e                           | Rémi Arsac                   | France                       |                                        | + 18 min 48 s                |
| 8e                           | Tobias Svarre                | Danemark                     | ColoQuick                              | + 21 min 30 s                |
| 9e                           | William Colorado             | Colombie                     |                                        | + 24 min 38 s                |
| 10e                          | Aaron Dockx                  | Belgique                     | Alpecin-Deceuninck Development Team    | + 26 min 36 s                |

| Classement du meilleur jeune | Classement du meilleur jeune | Classement du meilleur jeune | Classement du meilleur jeune           | Classement du meilleur jeune |
| Coureur                      | Coureur                      | Pays                         | Équipe                                 | Temps                        |
| ---------------------------- | ---------------------------- | ---------------------------- | -------------------------------------- | ---------------------------- |
| 1er                          | Pablo Torres Arias           | Espagne                      | Espagne espoirs                        | 20 h 37 min 48 s             |
| 2e                           | Léo Bisiaux                  | France                       | Decathlon AG2R La Mondiale Development | + 2 min 31 s                 |
| 3e                           | Diego Pescador               | Colombie                     | GW Shimano                             | + 8 min 44 s                 |
| 4e                           | Matteo Scalco                | Italie                       | VF Group-Bardiani CSF-Faizanè          | + 11 min 37 s                |
| 5e                           | Simone Gualdi                | Italie                       | Wanty-Re Uz-Technord                   | + 15 min 32 s                |
| 6e                           | Daniel Vysočan               | Tchéquie                     | Pierre Baguette Cycling                | + 18 min 27 s                |
| 7e                           | Rémi Arsac                   | France                       |                                        | + 18 min 48 s                |
| 8e                           | Tobias Svarre                | Danemark                     | ColoQuick                              | + 21 min 30 s                |
| 9e                           | William Colorado             | Colombie                     |                                        | + 24 min 38 s                |
| 10e                          | Aaron Dockx                  | Belgique                     | Alpecin-Deceuninck Development Team    | + 26 min 36 s                |

| Classement par équipes | Classement par équipes | Classement par équipes | Classement par équipes |
| Équipe                 | Équipe                 | Pays                   | Temps                  |
| ---------------------- | ---------------------- | ---------------------- | ---------------------- |
| 1re                    | Italie espoirs         | Italie                 | 50 h 06 min 20 s       |
| 2e                     | Pays-Bas espoirs       | Pays-Bas               | + 15 min 23 s          |
| 3e                     | Espagne espoirs        | Espagne                | + 17 min 11 s          |
| 4e                     | France espoirs         | France                 | + 26 min 47 s          |
| 5e                     | Colombie espoirs       | Colombie               | + 32 min 12 s          |
| 6e                     | Danemark espoirs       | Danemark               | + 34 min 49 s          |
| 7e                     | Belgique espoirs       | Belgique               | + 39 min 11 s          |
| 8e                     | Portugal espoirs       | Portugal               | + 46 min 16 s          |
| 9e                     | Suisse espoirs         | Suisse                 | + 53 min 09 s          |
| 10e                    | Australie espoirs      | Australie              | + 58 min 38 s          |

| Classement par équipes | Classement par équipes | Classement par équipes | Classement par équipes |
| Équipe                 | Équipe                 | Pays                   | Temps                  |
| ---------------------- | ---------------------- | ---------------------- | ---------------------- |
| 1re                    | Italie espoirs         | Italie                 | 50 h 06 min 20 s       |
| 2e                     | Pays-Bas espoirs       | Pays-Bas               | + 15 min 23 s          |
| 3e                     | Espagne espoirs        | Espagne                | + 17 min 11 s          |
| 4e                     | France espoirs         | France                 | + 26 min 47 s          |
| 5e                     | Colombie espoirs       | Colombie               | + 32 min 12 s          |
| 6e                     | Danemark espoirs       | Danemark               | + 34 min 49 s          |
| 7e                     | Belgique espoirs       | Belgique               | + 39 min 11 s          |
| 8e                     | Portugal espoirs       | Portugal               | + 46 min 16 s          |
| 9e                     | Suisse espoirs         | Suisse                 | + 53 min 09 s          |
| 10e                    | Australie espoirs      | Australie              | + 58 min 38 s          |

## Évolution des classements
| Étape              | Vainqueur               | Classement général | Classement par points   | Classement de la montagne | Classement du meilleur jeune | Classement par équipes |
| ------------------ | ----------------------- | ------------------ | ----------------------- | ------------------------- | ---------------------------- | ---------------------- |
| P                  | Michael Leonard         | Michael Leonard    | Non-décerné             | Non-décerné               | Michael Leonard              | Grande-Bretagne        |
| 1                  | Henrik Pedersen         | Henrik Pedersen    | Gal Glivar              | Tim Rex                   | Henrik Pedersen              | Belgique               |
| 2                  | Ludovico Crescioli      | Henrik Pedersen    | Henrik Pedersen         | Tim Rex                   | Henrik Pedersen              | Grande-Bretagne        |
| 3                  | Joseph Blackmore        | Joseph Blackmore   | Henrik Pedersen         | Jarno Widar               | Jarno Widar                  | Italie                 |
| 4                  | Pablo Torres Arias      | Pablo Torres Arias | Henrik Pedersen         | Jarno Widar               | Pablo Torres Arias           | Espagne                |
| 5                  | Florian Samuel Kajamini | Joseph Blackmore   | Florian Samuel Kajamini | Tijmen Graat              | Léo Bisiaux                  | Italie                 |
| 6                  | Pablo Torres Arias      | Joseph Blackmore   | Joseph Blackmore        | Tijmen Graat              | Pablo Torres Arias           | Italie                 |
| Classements finals | Classements finals      | Joseph Blackmore   | Joseph Blackmore        | Tijmen Graat              | Pablo Torres Arias           | Italie                 |

## Liste des participants
| Mexique espoirs MEX | Mexique espoirs MEX    | Mexique espoirs MEX |
| ------------------- | ---------------------- | ------------------- |
| Num                 | Coureur                | Pos                 |
| 1                   | Carlos Alfonso García  |                     |
| 2                   | Michael Zarate         |                     |
| 3                   | David Ruvalcaba        |                     |
| 4                   | Jorge Peyrot           |                     |
| 5                   | Sebastián Ruiz         |                     |
| 6                   | Erick Emanuel Gonzalez |                     |

| Italie espoirs ITA | Italie espoirs ITA      | Italie espoirs ITA |
| ------------------ | ----------------------- | ------------------ |
| Num                | Coureur                 | Pos                |
| 11                 | Simone Gualdi           |                    |
| 12                 | Florian Samuel Kajamini |                    |
| 13                 | Pietro Mattio           |                    |
| 14                 | Ludovico Crescioli      |                    |
| 15                 | Alessandro Pinarello    |                    |
| 16                 | Matteo Scalco           |                    |

| États-Unis espoirs USA | États-Unis espoirs USA | États-Unis espoirs USA |
| ---------------------- | ---------------------- | ---------------------- |
| Num                    | Coureur                | Pos                    |
| 21                     | Andrew August          |                        |
| 22                     | Kade Kreikemeier       |                        |
| 23                     | Gavin Hlady            |                        |
| 24                     | Artem Shmidt           |                        |
| 25                     | Colby Simmons          |                        |
| 26                     | Kellen Caldwell        |                        |

| Belgique espoirs BEL | Belgique espoirs BEL | Belgique espoirs BEL |
| -------------------- | -------------------- | -------------------- |
| Num                  | Coureur              | Pos                  |
| 31                   | Jarno Widar          |                      |
| 32                   | Emiel Verstrynge     |                      |
| 33                   | Robin Orins          |                      |
| 34                   | Gauthier Servranckx  |                      |
| 35                   | Aaron Dockx          |                      |
| 36                   | Tim Rex              |                      |

| France espoirs FRA | France espoirs FRA | France espoirs FRA |
| ------------------ | ------------------ | ------------------ |
| Num                | Coureur            | Pos                |
| 41                 | Léo Bisiaux        |                    |
| 42                 | Clément Izquierdo  |                    |
| 43                 | Léandre Lozouet    |                    |
| 44                 | Brieuc Rolland     |                    |
| 45                 | Mathys Rondel      |                    |
| 46                 | Pierre Thierry     |                    |

| Suisse espoirs SUI | Suisse espoirs SUI       | Suisse espoirs SUI |
| ------------------ | ------------------------ | ------------------ |
| Num                | Coureur                  | Pos                |
| 51                 | Fabian Weiss             |                    |
| 52                 | Robin Donzé              |                    |
| 53                 | Nils Aebersold           |                    |
| 54                 | Ilian Alexandre Barhoumi |                    |
| 55                 | Roman Holzer             |                    |
| 56                 | Luca Jenni               |                    |

| Colombie espoirs COL | Colombie espoirs COL        | Colombie espoirs COL |
| -------------------- | --------------------------- | -------------------- |
| Num                  | Coureur                     | Pos                  |
| 61                   | Diego Pescador              |                      |
| 62                   | Jaider Muñoz                |                      |
| 63                   | William Colorado            |                      |
| 64                   | Jeferson Armando Ruiz Acuña |                      |
| 65                   | Juan Guillermo Martínez     |                      |
| 66                   | Camilo Andres Gomez         |                      |

| Danemark espoirs DEN | Danemark espoirs DEN    | Danemark espoirs DEN |
| -------------------- | ----------------------- | -------------------- |
| Num                  | Coureur                 | Pos                  |
| 71                   | Simon Dalby             |                      |
| 72                   | Henrik Pedersen         |                      |
| 73                   | Emil Schandorff Iwersen |                      |
| 74                   | Morten Nørtoft          |                      |
| 75                   | Peter Øxenberg          |                      |
| 76                   | Tobias Svarre           |                      |

| Centre mondial du cyclisme WCC | Centre mondial du cyclisme WCC | Centre mondial du cyclisme WCC |
| ------------------------------ | ------------------------------ | ------------------------------ |
| Num                            | Coureur                        | Pos                            |
| 81                             | Joseph Blackmore (GBR)         |                                |

| Grande-Bretagne espoirs GBR | Grande-Bretagne espoirs GBR | Grande-Bretagne espoirs GBR |
| --------------------------- | --------------------------- | --------------------------- |
| Num                         | Coureur                     | Pos                         |
| 82                          | Robert Donaldson            |                             |
| 83                          | Oliver Stockwell            |                             |
| 84                          | Louis Sutton                |                             |
| 85                          | Joshua Golliker             |                             |
| 86                          | Matthew Brennan             |                             |

| Pays-Bas espoirs NED | Pays-Bas espoirs NED | Pays-Bas espoirs NED |
| -------------------- | -------------------- | -------------------- |
| Num                  | Coureur              | Pos                  |
| 91                   | Darren van Bekkum    |                      |
| 92                   | Menno Huising        |                      |
| 93                   | Tijmen Graat         |                      |
| 94                   | Max van der Meulen   |                      |
| 95                   | Huub Artz            |                      |
| 96                   | Wouter Toussaint     |                      |

| Espagne espoirs ESP | Espagne espoirs ESP | Espagne espoirs ESP |
| ------------------- | ------------------- | ------------------- |
| Num                 | Coureur             | Pos                 |
| 101                 | Enekoitz Azparren   |                     |
| 102                 | Markel Beloki       |                     |
| 103                 | Jaume Guardeño      |                     |
| 104                 | Iker Mintegi        |                     |
| 105                 | Pau Martí           |                     |
| 106                 | Pablo Torres Arias  |                     |

| Luxembourg espoirs LUX | Luxembourg espoirs LUX | Luxembourg espoirs LUX |
| ---------------------- | ---------------------- | ---------------------- |
| Num                    | Coureur                | Pos                    |
| 111                    | Mats Wenzel            |                        |
| 112                    | Arno Wallenborn        |                        |
| 113                    | Mathieu Kockelmann     |                        |
| 114                    | Alexandre Kess         |                        |
| 115                    | Noé Ury                |                        |
| 116                    | Mil Morang             |                        |

| Autriche espoirs AUT | Autriche espoirs AUT      | Autriche espoirs AUT |
| -------------------- | ------------------------- | -------------------- |
| Num                  | Coureur                   | Pos                  |
| 121                  | Philipp Hofbauer          |                      |
| 122                  | Luca Oberlechner          |                      |
| 123                  | Matthias Gusner           |                      |
| 124                  | Adrian Stieger            |                      |
| 125                  | Dominik Hödlmoser         |                      |
| 126                  | Simon Wolfgang Schabernig |                      |

| Israël espoirs ISR | Israël espoirs ISR     | Israël espoirs ISR |
| ------------------ | ---------------------- | ------------------ |
| Num                | Coureur                | Pos                |
| 131                | Emry Faingezicht       |                    |
| 132                | Aviv Bental            |                    |
| 133                | Guy Tahar              |                    |
| 134                | Matar Peretz Hardeball |                    |
| 135                | Yonatan Uri            |                    |
| 136                | Roy Shyman             |                    |

| Pologne espoirs POL | Pologne espoirs POL | Pologne espoirs POL |
| ------------------- | ------------------- | ------------------- |
| Num                 | Coureur             | Pos                 |
| 141                 | Kamil Szymacha      |                     |
| 142                 | Mateusz Gajdulewicz |                     |
| 143                 | Maciej Banaszak     |                     |
| 144                 | Julian Kot          |                     |
| 145                 | Marek Kapela        |                     |
| 146                 | Igor Sęk            |                     |

| Canada espoirs CAN | Canada espoirs CAN | Canada espoirs CAN |
| ------------------ | ------------------ | ------------------ |
| Num                | Coureur            | Pos                |
| 151                | Félix Bouchard     |                    |
| 152                | Jérémie La Grenade |                    |
| 153                | Jonas Walton       |                    |
| 154                | Leonard Peloquin   |                    |
| 155                | Michael Leonard    |                    |
| 156                | Quentin Cowan      |                    |

| Allemagne espoirs GER | Allemagne espoirs GER | Allemagne espoirs GER |
| --------------------- | --------------------- | --------------------- |
| Num                   | Coureur               | Pos                   |
| 161                   | Niklas Behrens        |                       |
| 162                   | Julian Borresch       |                       |
| 163                   | Luca Dreßler          |                       |
| 164                   | Moritz Kretschy       |                       |
| 165                   | Louis Leidert         |                       |
| 166                   | Ole Theiler           |                       |

| Portugal espoirs POR | Portugal espoirs POR | Portugal espoirs POR |
| -------------------- | -------------------- | -------------------- |
| Num                  | Coureur              | Pos                  |
| 171                  | Daniel Lima          |                      |
| 172                  | António Morgado      |                      |
| 173                  | Alexandre Montez     |                      |
| 174                  | Lucas Lopes          |                      |
| 175                  | Gonçalo Tavares      |                      |
| 176                  | João Martins         |                      |

| Centre mondial du cyclisme WCC | Centre mondial du cyclisme WCC | Centre mondial du cyclisme WCC |
| ------------------------------ | ------------------------------ | ------------------------------ |
| Num                            | Coureur                        | Pos                            |
| 181                            | Awet Aman (ERI)                |                                |
| 182                            | Nahom Zerai (ERI)              |                                |
| 183                            | Yafiet Mulugeta (SUI)          |                                |
| 185                            | Aklilu Arefayne (ERI)          |                                |
| 186                            | Aurélien de Comarmond (MRI)    |                                |

| Tchéquie espoirs CZE | Tchéquie espoirs CZE | Tchéquie espoirs CZE |
| -------------------- | -------------------- | -------------------- |
| Num                  | Coureur              | Pos                  |
| 191                  | Tomáš Přidal         |                      |
| 192                  | Daniel Mráz          |                      |
| 193                  | Pavel Novák          |                      |
| 194                  | Daniel Vysočan       |                      |
| 195                  | Martin Bárta         |                      |
| 196                  | Jan Lukeš            |                      |

| Australie espoirs AUS | Australie espoirs AUS | Australie espoirs AUS |
| --------------------- | --------------------- | --------------------- |
| Num                   | Coureur               | Pos                   |
| 201                   | Alastair Mackellar    |                       |
| 202                   | Zac Marriage          |                       |
| 203                   | Luke Tuckwell         |                       |
| 204                   | Declan Trezise        |                       |
| 205                   | Fergus Browning       |                       |
| 206                   | Matthew Greenwood     |                       |

| Auvergne-Rhône-Alpes espoirs ___ | Auvergne-Rhône-Alpes espoirs ___ | Auvergne-Rhône-Alpes espoirs ___ |
| -------------------------------- | -------------------------------- | -------------------------------- |
| Num                              | Coureur                          | Pos                              |
| 211                              | Joris Chaussinand (FRA)          |                                  |
| 212                              | Rémi Arsac (FRA)                 |                                  |
| 213                              | Victor Jean (FRA)                |                                  |
| 214                              | Victor Loulergue (FRA)           |                                  |
| 215                              | Yoan Morin (FRA)                 |                                  |
| 216                              | Baptiste Troja (FRA)             |                                  |

| Slovénie espoirs SLO | Slovénie espoirs SLO | Slovénie espoirs SLO |
| -------------------- | -------------------- | -------------------- |
| Num                  | Coureur              | Pos                  |
| 221                  | Gal Glivar           |                      |
| 222                  | Anže Ravbar          |                      |
| 223                  | Jaka Marolt          |                      |
| 224                  | Aljaž Turk           |                      |
| 225                  | Teo Pečnik           |                      |

| Équateur espoirs ECU | Équateur espoirs ECU  | Équateur espoirs ECU |
| -------------------- | --------------------- | -------------------- |
| Num                  | Coureur               | Pos                  |
| 231                  | Kevin Navas           |                      |
| 232                  | Robert Jacob White    |                      |
| 233                  | Luis Monteros         |                      |
| 234                  | José Andres Sarmiento |                      |
| 235                  | Franklin Revelo       |                      |
| 236                  | Yostin Elian Pozo     |                      |

| Suède espoirs SWE | Suède espoirs SWE | Suède espoirs SWE |
| ----------------- | ----------------- | ----------------- |
| Num               | Coureur           | Pos               |
| 241               | Jakob Söderqvist  |                   |
| 242               | Eric Pedersen     |                   |
| 243               | Hugo Lennartsson  |                   |
| 244               | Ville Merlov      |                   |
| 245               | Jonathan Ahlsson  |                   |
| 246               | Carl Kagevi       |                   |

| Mexique espoirs MEX | Mexique espoirs MEX    | Mexique espoirs MEX |
| ------------------- | ---------------------- | ------------------- |
| Num                 | Coureur                | Pos                 |
| 1                   | Carlos Alfonso García  |                     |
| 2                   | Michael Zarate         |                     |
| 3                   | David Ruvalcaba        |                     |
| 4                   | Jorge Peyrot           |                     |
| 5                   | Sebastián Ruiz         |                     |
| 6                   | Erick Emanuel Gonzalez |                     |

| Italie espoirs ITA | Italie espoirs ITA      | Italie espoirs ITA |
| ------------------ | ----------------------- | ------------------ |
| Num                | Coureur                 | Pos                |
| 11                 | Simone Gualdi           |                    |
| 12                 | Florian Samuel Kajamini |                    |
| 13                 | Pietro Mattio           |                    |
| 14                 | Ludovico Crescioli      |                    |
| 15                 | Alessandro Pinarello    |                    |
| 16                 | Matteo Scalco           |                    |

| États-Unis espoirs USA | États-Unis espoirs USA | États-Unis espoirs USA |
| ---------------------- | ---------------------- | ---------------------- |
| Num                    | Coureur                | Pos                    |
| 21                     | Andrew August          |                        |
| 22                     | Kade Kreikemeier       |                        |
| 23                     | Gavin Hlady            |                        |
| 24                     | Artem Shmidt           |                        |
| 25                     | Colby Simmons          |                        |
| 26                     | Kellen Caldwell        |                        |

| Belgique espoirs BEL | Belgique espoirs BEL | Belgique espoirs BEL |
| -------------------- | -------------------- | -------------------- |
| Num                  | Coureur              | Pos                  |
| 31                   | Jarno Widar          |                      |
| 32                   | Emiel Verstrynge     |                      |
| 33                   | Robin Orins          |                      |
| 34                   | Gauthier Servranckx  |                      |
| 35                   | Aaron Dockx          |                      |
| 36                   | Tim Rex              |                      |

| France espoirs FRA | France espoirs FRA | France espoirs FRA |
| ------------------ | ------------------ | ------------------ |
| Num                | Coureur            | Pos                |
| 41                 | Léo Bisiaux        |                    |
| 42                 | Clément Izquierdo  |                    |
| 43                 | Léandre Lozouet    |                    |
| 44                 | Brieuc Rolland     |                    |
| 45                 | Mathys Rondel      |                    |
| 46                 | Pierre Thierry     |                    |

| Suisse espoirs SUI | Suisse espoirs SUI       | Suisse espoirs SUI |
| ------------------ | ------------------------ | ------------------ |
| Num                | Coureur                  | Pos                |
| 51                 | Fabian Weiss             |                    |
| 52                 | Robin Donzé              |                    |
| 53                 | Nils Aebersold           |                    |
| 54                 | Ilian Alexandre Barhoumi |                    |
| 55                 | Roman Holzer             |                    |
| 56                 | Luca Jenni               |                    |

| Colombie espoirs COL | Colombie espoirs COL        | Colombie espoirs COL |
| -------------------- | --------------------------- | -------------------- |
| Num                  | Coureur                     | Pos                  |
| 61                   | Diego Pescador              |                      |
| 62                   | Jaider Muñoz                |                      |
| 63                   | William Colorado            |                      |
| 64                   | Jeferson Armando Ruiz Acuña |                      |
| 65                   | Juan Guillermo Martínez     |                      |
| 66                   | Camilo Andres Gomez         |                      |

| Danemark espoirs DEN | Danemark espoirs DEN    | Danemark espoirs DEN |
| -------------------- | ----------------------- | -------------------- |
| Num                  | Coureur                 | Pos                  |
| 71                   | Simon Dalby             |                      |
| 72                   | Henrik Pedersen         |                      |
| 73                   | Emil Schandorff Iwersen |                      |
| 74                   | Morten Nørtoft          |                      |
| 75                   | Peter Øxenberg          |                      |
| 76                   | Tobias Svarre           |                      |

| Centre mondial du cyclisme WCC | Centre mondial du cyclisme WCC | Centre mondial du cyclisme WCC |
| ------------------------------ | ------------------------------ | ------------------------------ |
| Num                            | Coureur                        | Pos                            |
| 81                             | Joseph Blackmore (GBR)         |                                |

| Grande-Bretagne espoirs GBR | Grande-Bretagne espoirs GBR | Grande-Bretagne espoirs GBR |
| --------------------------- | --------------------------- | --------------------------- |
| Num                         | Coureur                     | Pos                         |
| 82                          | Robert Donaldson            |                             |
| 83                          | Oliver Stockwell            |                             |
| 84                          | Louis Sutton                |                             |
| 85                          | Joshua Golliker             |                             |
| 86                          | Matthew Brennan             |                             |

| Pays-Bas espoirs NED | Pays-Bas espoirs NED | Pays-Bas espoirs NED |
| -------------------- | -------------------- | -------------------- |
| Num                  | Coureur              | Pos                  |
| 91                   | Darren van Bekkum    |                      |
| 92                   | Menno Huising        |                      |
| 93                   | Tijmen Graat         |                      |
| 94                   | Max van der Meulen   |                      |
| 95                   | Huub Artz            |                      |
| 96                   | Wouter Toussaint     |                      |

| Espagne espoirs ESP | Espagne espoirs ESP | Espagne espoirs ESP |
| ------------------- | ------------------- | ------------------- |
| Num                 | Coureur             | Pos                 |
| 101                 | Enekoitz Azparren   |                     |
| 102                 | Markel Beloki       |                     |
| 103                 | Jaume Guardeño      |                     |
| 104                 | Iker Mintegi        |                     |
| 105                 | Pau Martí           |                     |
| 106                 | Pablo Torres Arias  |                     |

| Luxembourg espoirs LUX | Luxembourg espoirs LUX | Luxembourg espoirs LUX |
| ---------------------- | ---------------------- | ---------------------- |
| Num                    | Coureur                | Pos                    |
| 111                    | Mats Wenzel            |                        |
| 112                    | Arno Wallenborn        |                        |
| 113                    | Mathieu Kockelmann     |                        |
| 114                    | Alexandre Kess         |                        |
| 115                    | Noé Ury                |                        |
| 116                    | Mil Morang             |                        |

| Autriche espoirs AUT | Autriche espoirs AUT      | Autriche espoirs AUT |
| -------------------- | ------------------------- | -------------------- |
| Num                  | Coureur                   | Pos                  |
| 121                  | Philipp Hofbauer          |                      |
| 122                  | Luca Oberlechner          |                      |
| 123                  | Matthias Gusner           |                      |
| 124                  | Adrian Stieger            |                      |
| 125                  | Dominik Hödlmoser         |                      |
| 126                  | Simon Wolfgang Schabernig |                      |

| Israël espoirs ISR | Israël espoirs ISR     | Israël espoirs ISR |
| ------------------ | ---------------------- | ------------------ |
| Num                | Coureur                | Pos                |
| 131                | Emry Faingezicht       |                    |
| 132                | Aviv Bental            |                    |
| 133                | Guy Tahar              |                    |
| 134                | Matar Peretz Hardeball |                    |
| 135                | Yonatan Uri            |                    |
| 136                | Roy Shyman             |                    |

| Pologne espoirs POL | Pologne espoirs POL | Pologne espoirs POL |
| ------------------- | ------------------- | ------------------- |
| Num                 | Coureur             | Pos                 |
| 141                 | Kamil Szymacha      |                     |
| 142                 | Mateusz Gajdulewicz |                     |
| 143                 | Maciej Banaszak     |                     |
| 144                 | Julian Kot          |                     |
| 145                 | Marek Kapela        |                     |
| 146                 | Igor Sęk            |                     |

| Canada espoirs CAN | Canada espoirs CAN | Canada espoirs CAN |
| ------------------ | ------------------ | ------------------ |
| Num                | Coureur            | Pos                |
| 151                | Félix Bouchard     |                    |
| 152                | Jérémie La Grenade |                    |
| 153                | Jonas Walton       |                    |
| 154                | Leonard Peloquin   |                    |
| 155                | Michael Leonard    |                    |
| 156                | Quentin Cowan      |                    |

| Allemagne espoirs GER | Allemagne espoirs GER | Allemagne espoirs GER |
| --------------------- | --------------------- | --------------------- |
| Num                   | Coureur               | Pos                   |
| 161                   | Niklas Behrens        |                       |
| 162                   | Julian Borresch       |                       |
| 163                   | Luca Dreßler          |                       |
| 164                   | Moritz Kretschy       |                       |
| 165                   | Louis Leidert         |                       |
| 166                   | Ole Theiler           |                       |

| Portugal espoirs POR | Portugal espoirs POR | Portugal espoirs POR |
| -------------------- | -------------------- | -------------------- |
| Num                  | Coureur              | Pos                  |
| 171                  | Daniel Lima          |                      |
| 172                  | António Morgado      |                      |
| 173                  | Alexandre Montez     |                      |
| 174                  | Lucas Lopes          |                      |
| 175                  | Gonçalo Tavares      |                      |
| 176                  | João Martins         |                      |

| Centre mondial du cyclisme WCC | Centre mondial du cyclisme WCC | Centre mondial du cyclisme WCC |
| ------------------------------ | ------------------------------ | ------------------------------ |
| Num                            | Coureur                        | Pos                            |
| 181                            | Awet Aman (ERI)                |                                |
| 182                            | Nahom Zerai (ERI)              |                                |
| 183                            | Yafiet Mulugeta (SUI)          |                                |
| 185                            | Aklilu Arefayne (ERI)          |                                |
| 186                            | Aurélien de Comarmond (MRI)    |                                |

| Tchéquie espoirs CZE | Tchéquie espoirs CZE | Tchéquie espoirs CZE |
| -------------------- | -------------------- | -------------------- |
| Num                  | Coureur              | Pos                  |
| 191                  | Tomáš Přidal         |                      |
| 192                  | Daniel Mráz          |                      |
| 193                  | Pavel Novák          |                      |
| 194                  | Daniel Vysočan       |                      |
| 195                  | Martin Bárta         |                      |
| 196                  | Jan Lukeš            |                      |

| Australie espoirs AUS | Australie espoirs AUS | Australie espoirs AUS |
| --------------------- | --------------------- | --------------------- |
| Num                   | Coureur               | Pos                   |
| 201                   | Alastair Mackellar    |                       |
| 202                   | Zac Marriage          |                       |
| 203                   | Luke Tuckwell         |                       |
| 204                   | Declan Trezise        |                       |
| 205                   | Fergus Browning       |                       |
| 206                   | Matthew Greenwood     |                       |

| Auvergne-Rhône-Alpes espoirs ___ | Auvergne-Rhône-Alpes espoirs ___ | Auvergne-Rhône-Alpes espoirs ___ |
| -------------------------------- | -------------------------------- | -------------------------------- |
| Num                              | Coureur                          | Pos                              |
| 211                              | Joris Chaussinand (FRA)          |                                  |
| 212                              | Rémi Arsac (FRA)                 |                                  |
| 213                              | Victor Jean (FRA)                |                                  |
| 214                              | Victor Loulergue (FRA)           |                                  |
| 215                              | Yoan Morin (FRA)                 |                                  |
| 216                              | Baptiste Troja (FRA)             |                                  |

| Slovénie espoirs SLO | Slovénie espoirs SLO | Slovénie espoirs SLO |
| -------------------- | -------------------- | -------------------- |
| Num                  | Coureur              | Pos                  |
| 221                  | Gal Glivar           |                      |
| 222                  | Anže Ravbar          |                      |
| 223                  | Jaka Marolt          |                      |
| 224                  | Aljaž Turk           |                      |
| 225                  | Teo Pečnik           |                      |

| Équateur espoirs ECU | Équateur espoirs ECU  | Équateur espoirs ECU |
| -------------------- | --------------------- | -------------------- |
| Num                  | Coureur               | Pos                  |
| 231                  | Kevin Navas           |                      |
| 232                  | Robert Jacob White    |                      |
| 233                  | Luis Monteros         |                      |
| 234                  | José Andres Sarmiento |                      |
| 235                  | Franklin Revelo       |                      |
| 236                  | Yostin Elian Pozo     |                      |

| Suède espoirs SWE | Suède espoirs SWE | Suède espoirs SWE |
| ----------------- | ----------------- | ----------------- |
| Num               | Coureur           | Pos               |
| 241               | Jakob Söderqvist  |                   |
| 242               | Eric Pedersen     |                   |
| 243               | Hugo Lennartsson  |                   |
| 244               | Ville Merlov      |                   |
| 245               | Jonathan Ahlsson  |                   |
| 246               | Carl Kagevi       |                   |